# 屋苑

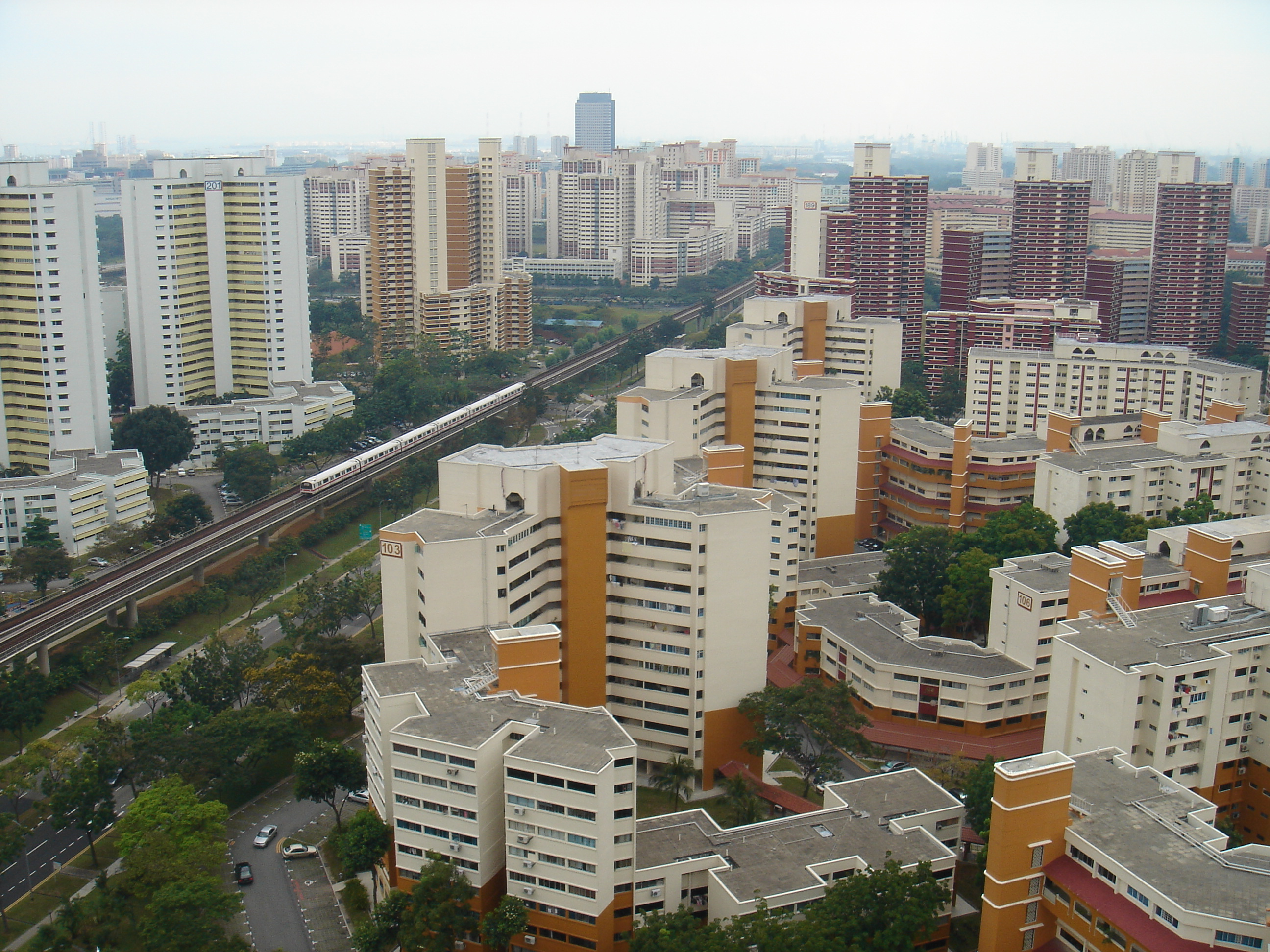
新加坡的屋苑，以其外貌風格及地產發展商分辨

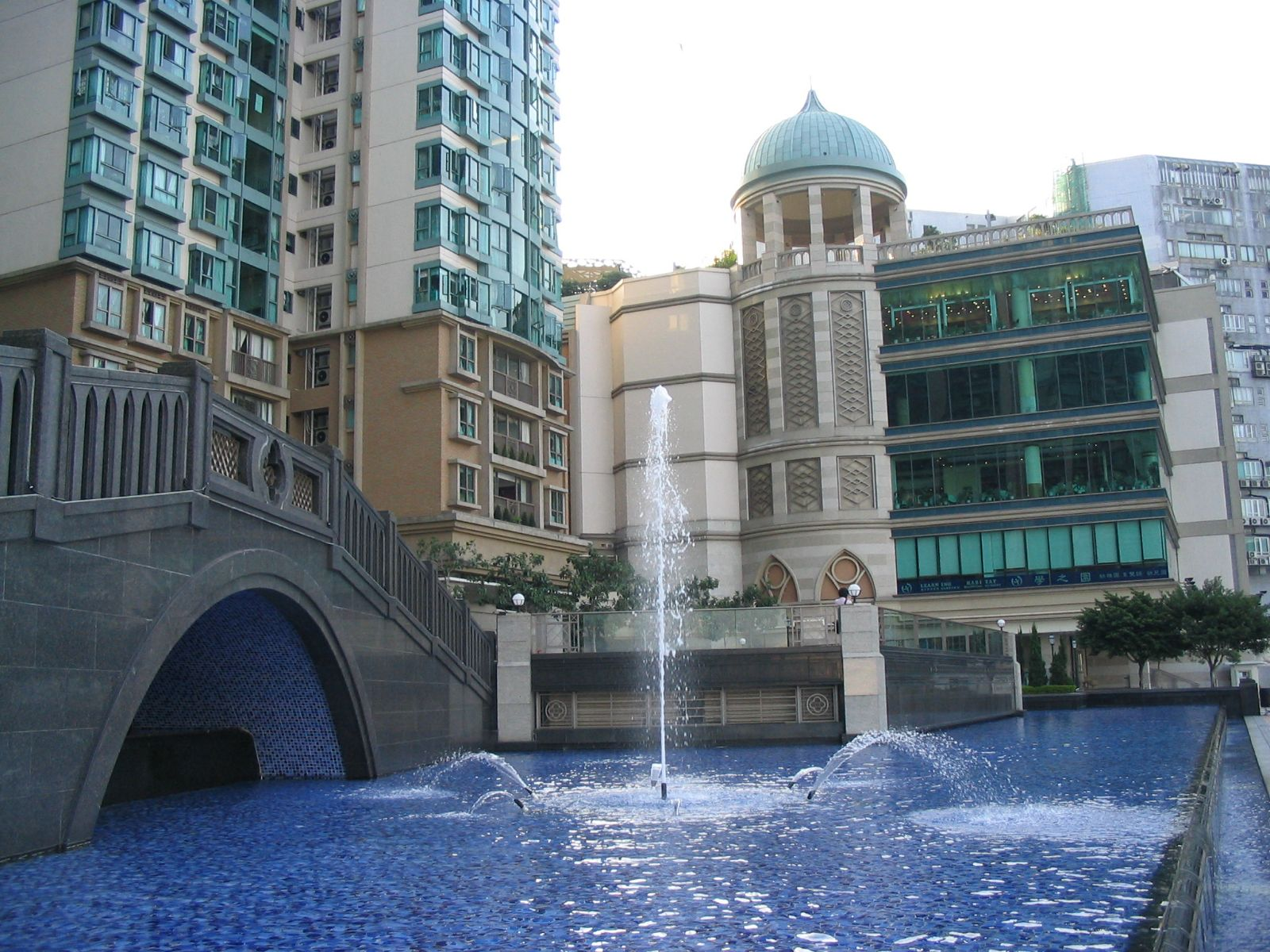
香港的私人屋苑噴水池也計入建築面積之內

屋苑，是香港及澳门对一种居住区域的称呼。有時名為山莊、花園等，名稱多樣化，但都是房地產，由一幢或多幢住宅建築物組成，有時附設停車場、大廈平台、商場、市場、超級市場、兒童遊樂場、住客會所、泳池、健身室等。
相對於單幢樓，由於屋苑通常住戶人數比較多，所以有資源聘用完善的物業管理公司，常有多位保安員駐守。屋苑甚至可以安排居民穿梭巴士，方便住戶出入。

## 私人屋苑
私人屋苑是由私營發展商建造後再售予私人業主的房屋，可分為有多幢式、單幢式或獨立屋等，樓盤在物業市場自由買賣，樓價可升可降。香港私人屋苑是典型例子。

## 公營房屋
國民住宅或公營房屋是政府為中低收入居民提供的住宅，所以設有租戶入息上限，通常由政府出資興建和擁有業權，以廉價金額出租或出售予居民。

## 亚洲屋苑图集

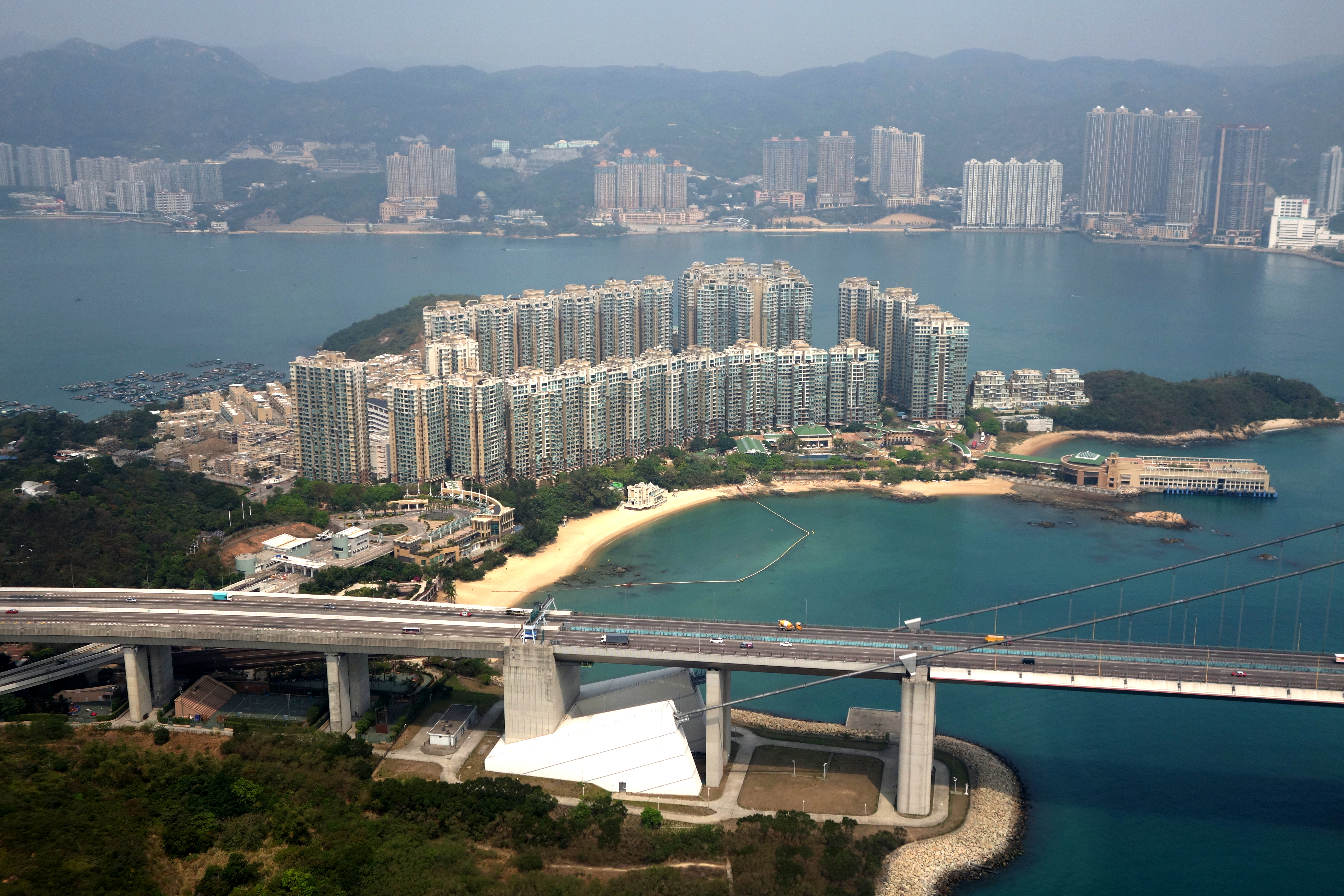
香港珀麗灣
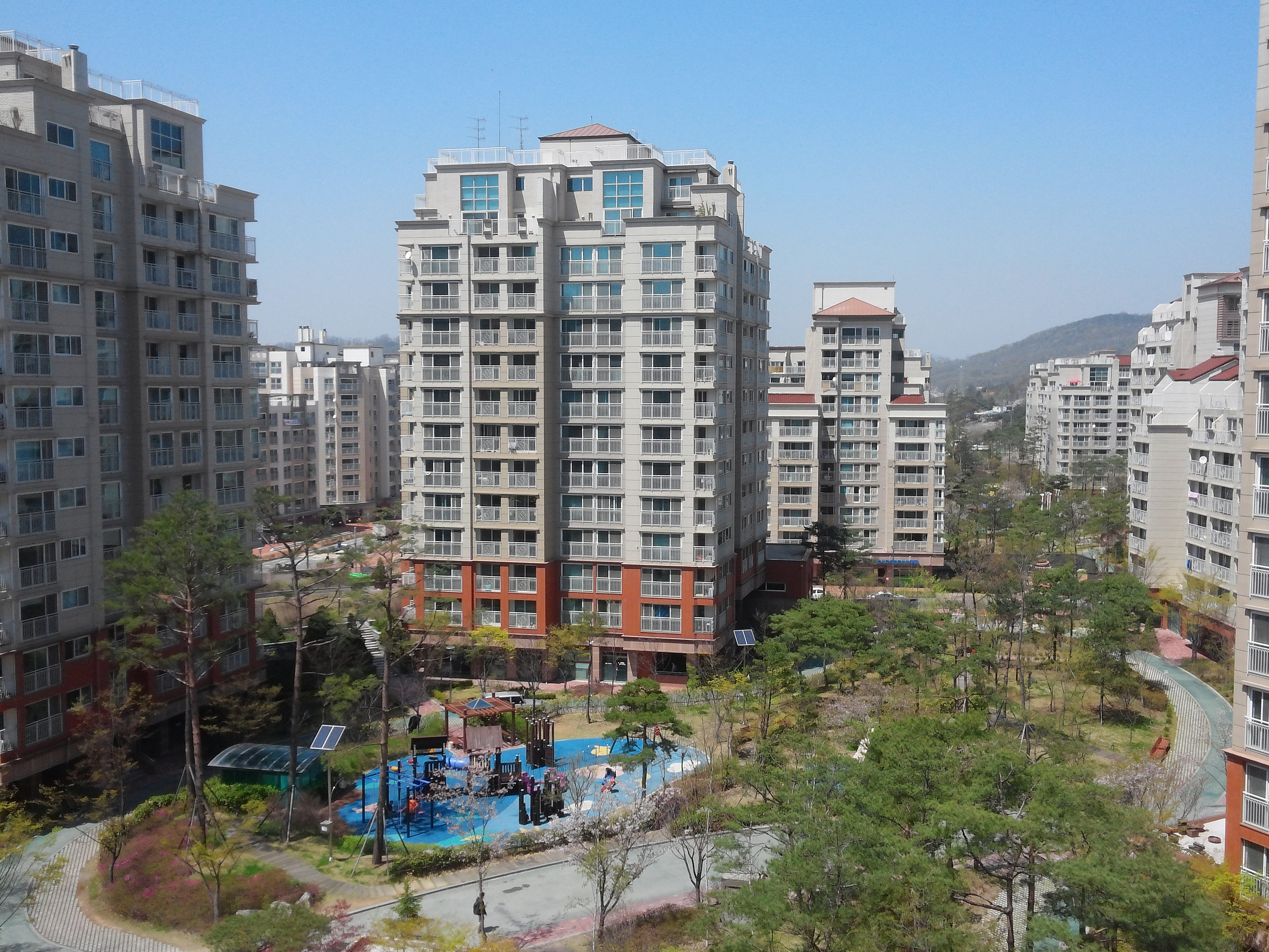
首尔恩平新区
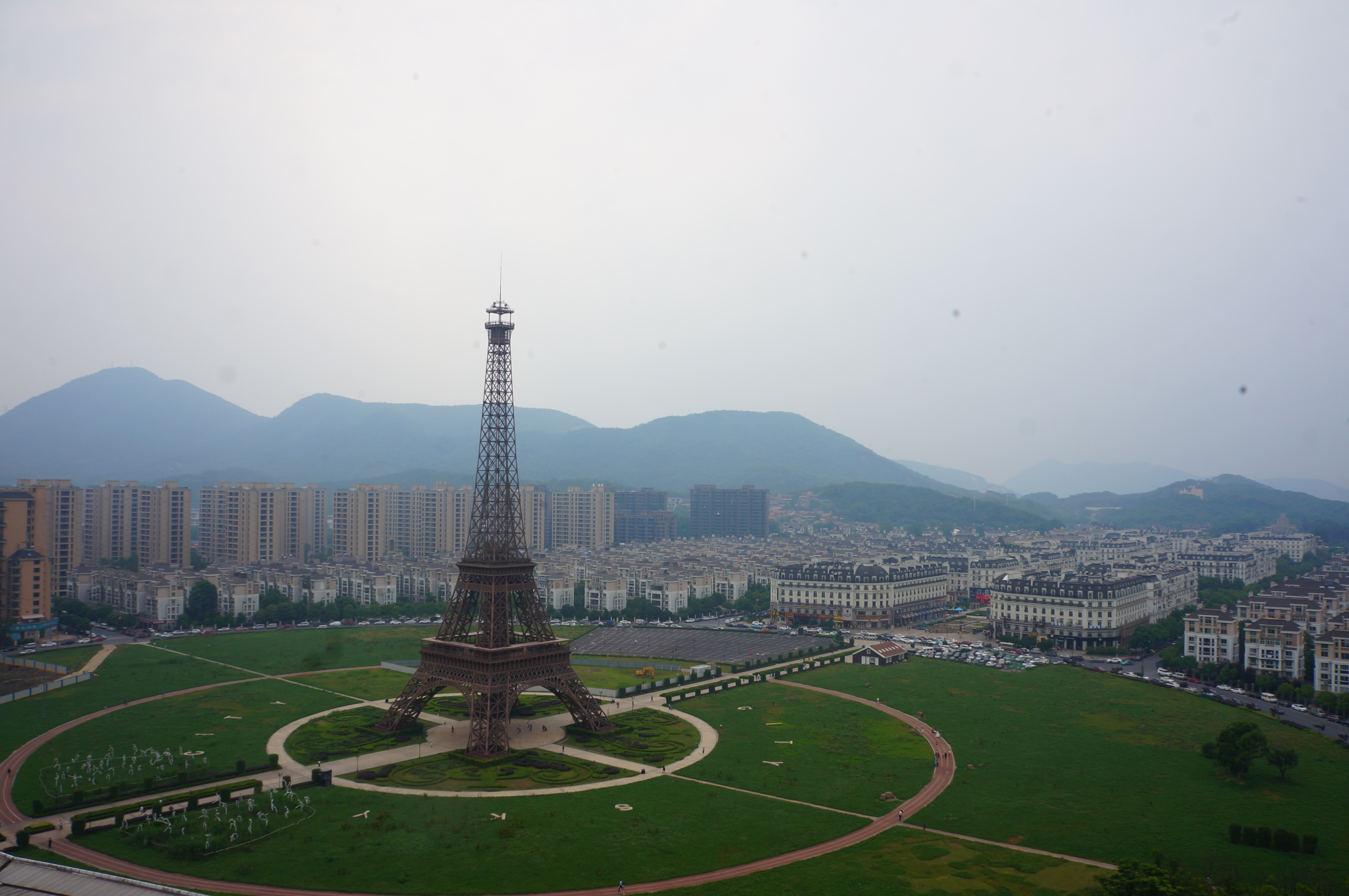
杭州天都城
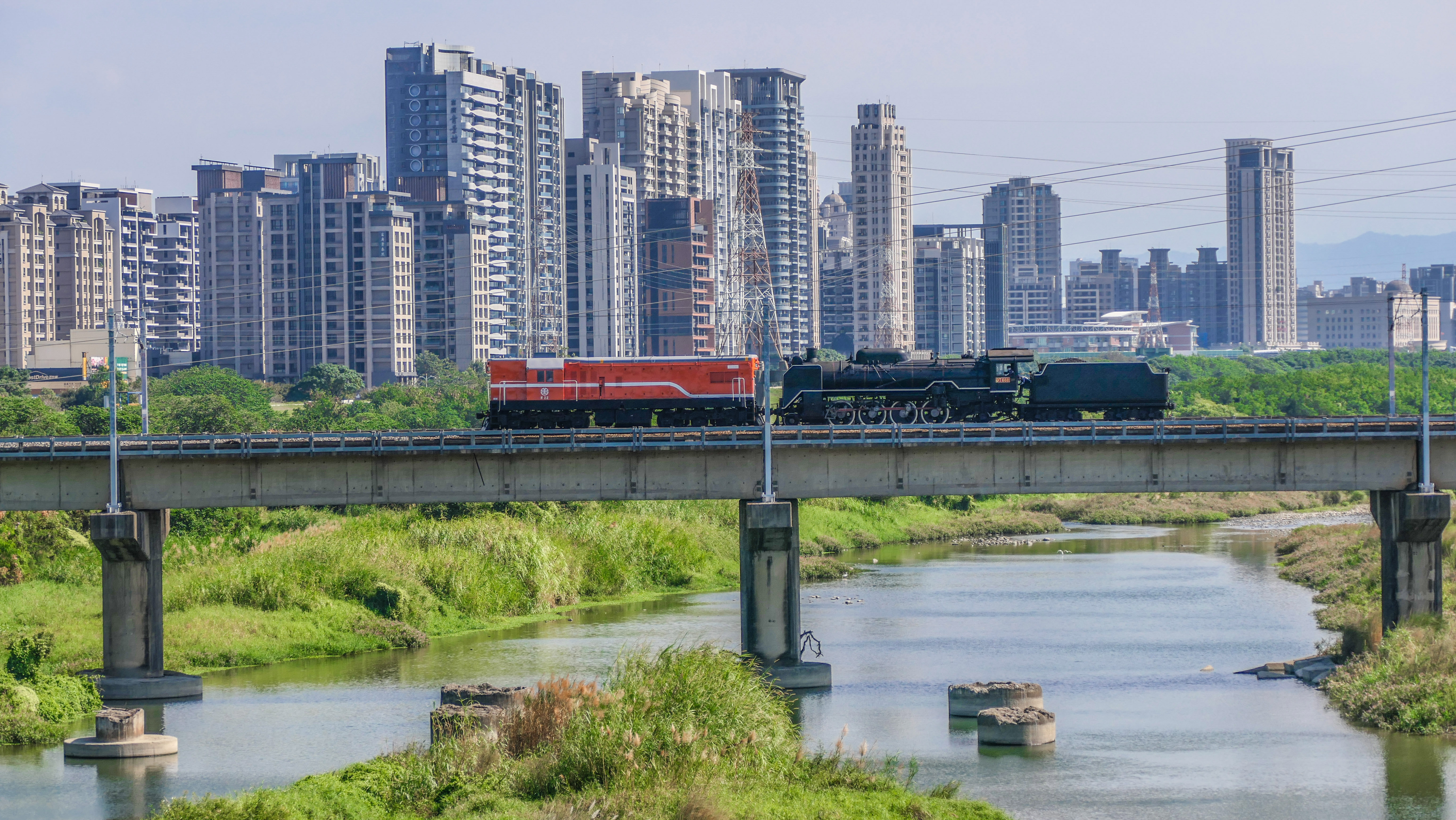
台湾新竹縣竹北市
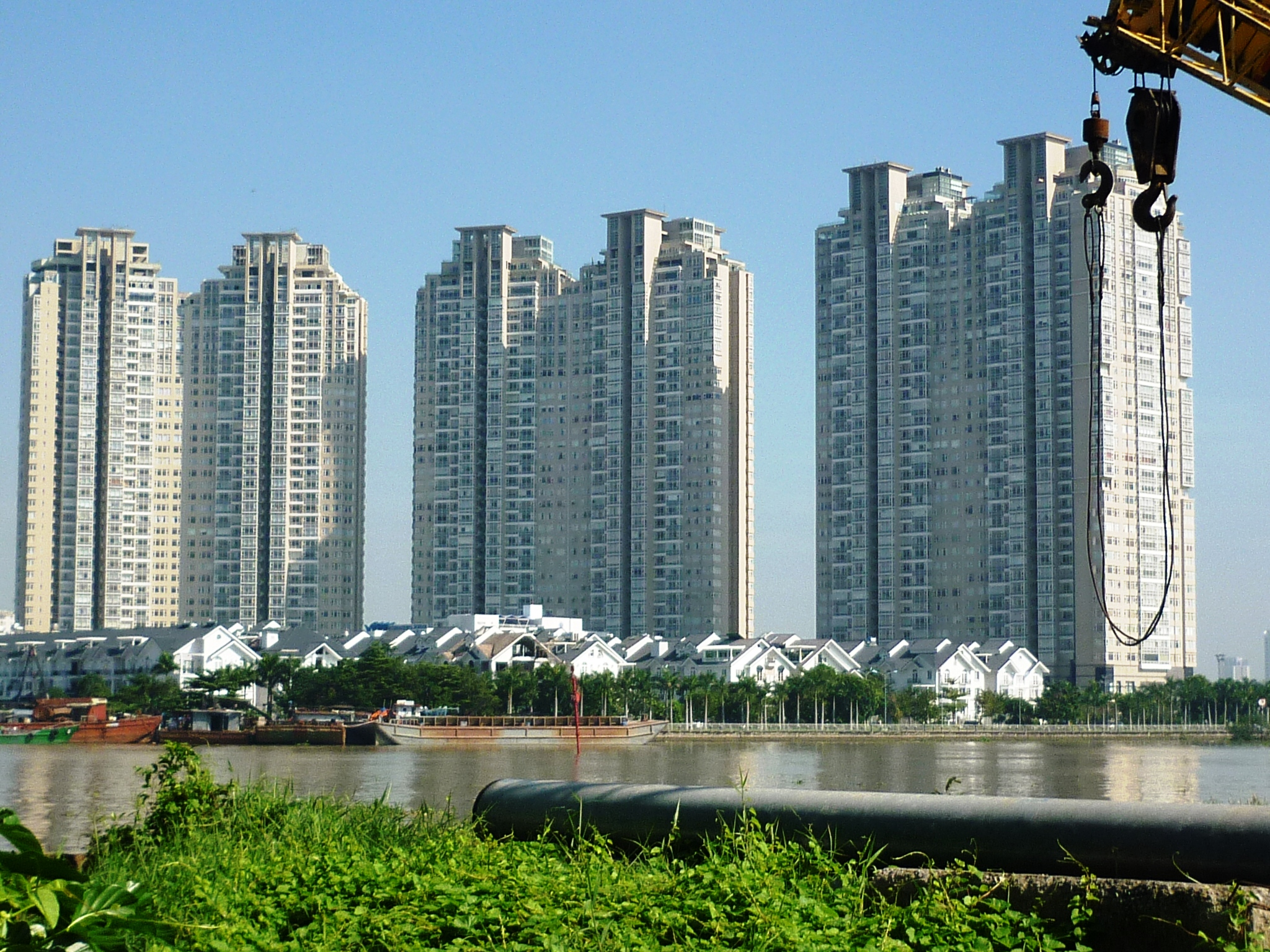
胡志明市住宅项目Saigon Pearl
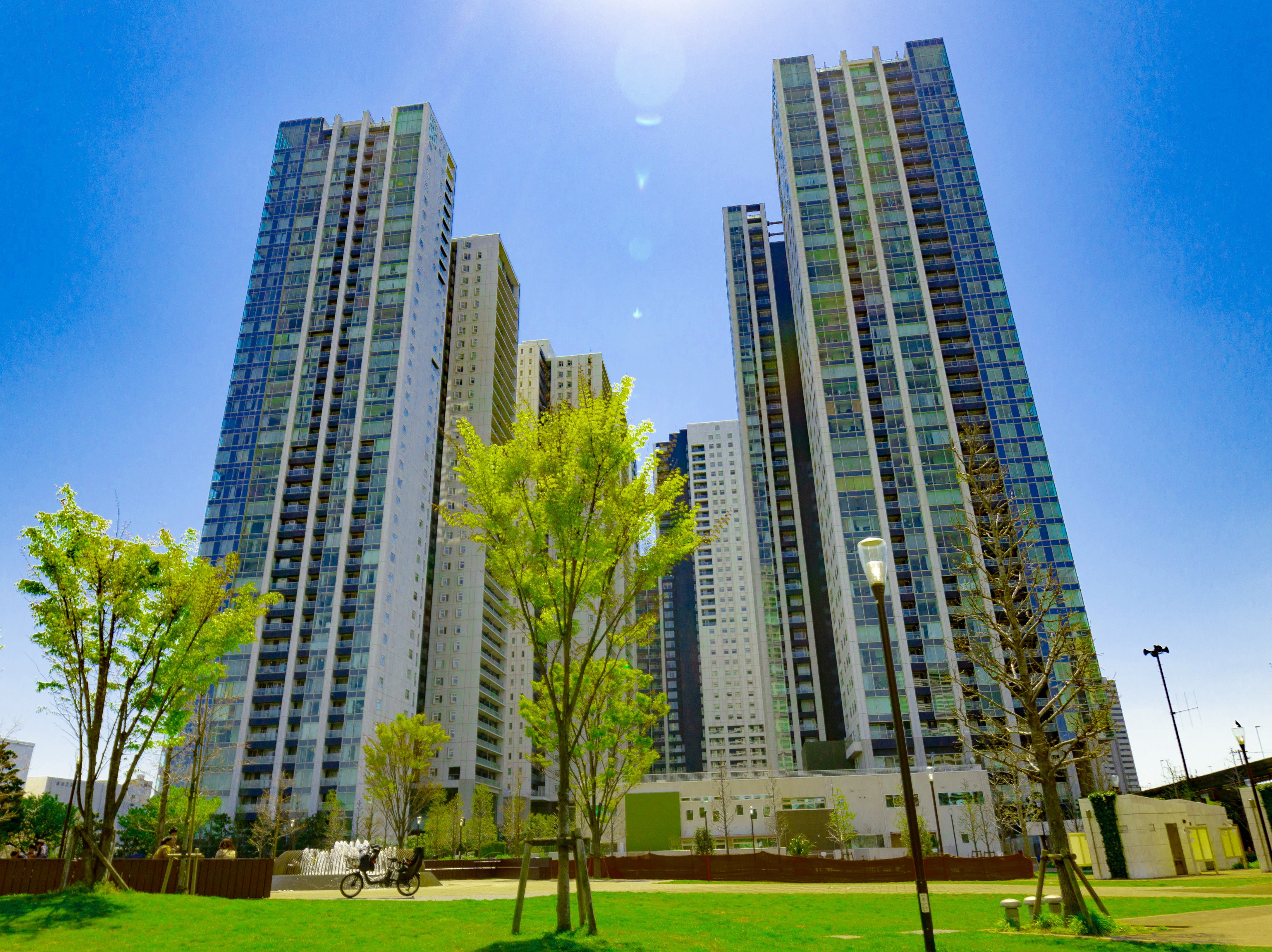
东京港区大规模公寓World City，大规模公寓（日语：大規模マンション）是日本建筑基准法（日语：建築基準法）规定的的一中高层住宅类型
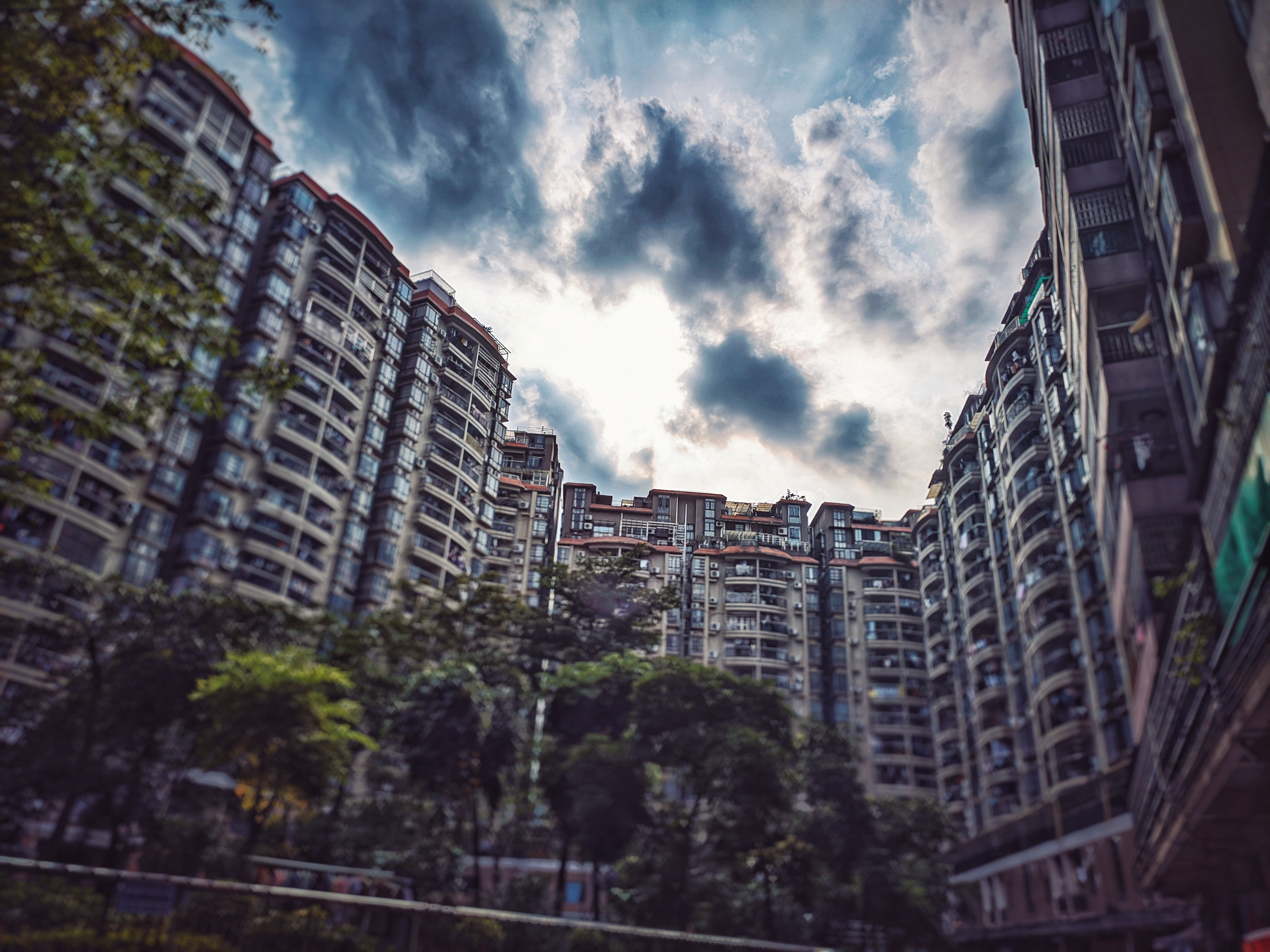
廣州一個小型屋苑

## 外部連結
维基共享资源上的相關多媒體資源：屋苑